# إيفا يانسون
إيفا يانسون (بالألمانية: Eva Janssens)‏ هي لاعبة كرة الريشة ألمانية، ولدت في 16 يوليو 1996 في آخن في لوثارينجيا.

## وصلات خارجية
- إيفا يانسون على موقع BWF.tournamentsoftware.com (الإنجليزية)
- إيفا يانسون على موقع BWFbadminton.com (الإنجليزية)